# 忠定王
忠定王（ちゅうていおう、1338年 - 1352年3月23日）は高麗第30代国王（在位：1349年 - 1351年）。姓は王、名は㫝。モンゴル名は搠思監朶児只（チョスゲーン・ドルジ、Čosgen dorji）。諡号は忠定大王。忠恵王の庶子。母は禧妃尹氏。忠穆王の死を受けて翌年に王位を継ぐ。妃については不詳だが、息子に侍中公王済という人物がいたという。
1350年には高麗国内に対する初めての倭寇の襲撃があったという。1351年、幼君が続く高麗の状況に不満を抱き、代わって恭愍王擁立を図る元の宮廷の意向を受けて江華島に移された。恭愍王の高麗への帰国後に鴆毒によって暗殺された。14歳であったという。また、李氏朝鮮第3代国王太宗の妃の元敬王后閔氏とは再従兄妹の関係に当たる（母の禧妃尹氏の母の兄弟の閔忭は元敬王后の祖父）。

## 関連
- 高麗王
- 高麗王后